# Cladura shirahatai
Cladura shirahatai är en tvåvingeart som beskrevs av Alexander 1955. Cladura shirahatai ingår i släktet Cladura och familjen småharkrankar. Inga underarter finns listade i Catalogue of Life.